# Anacampseros papyracea

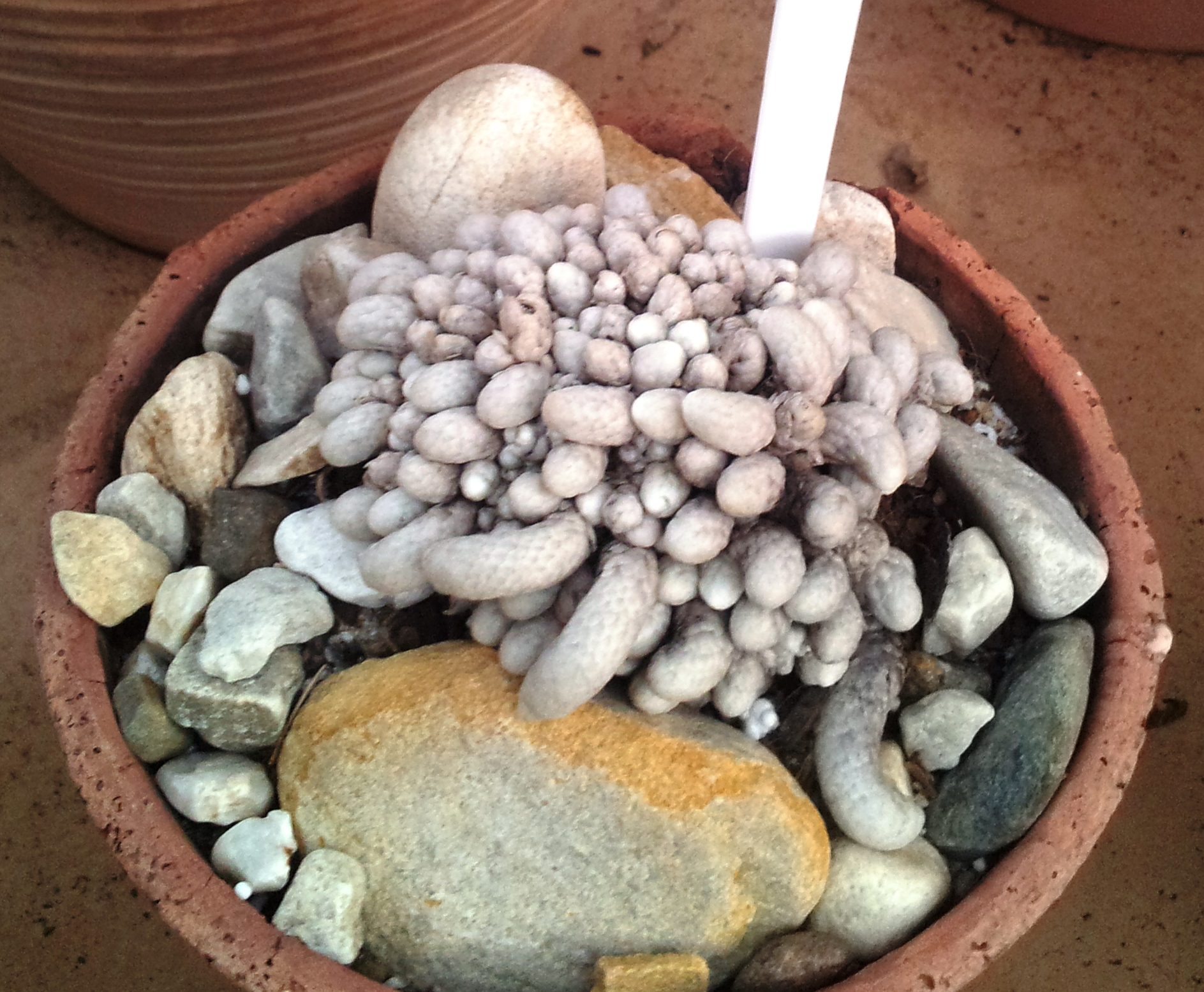
Anacampseros papyracea

Anacampseros papyracea és una espècie de planta amb flors del gènere Anacampseros dins la família de les anacampserotàcies.

## Descripció
És una herba nana perenne amb prou feines semblen plantes, amb diverses branques primes que irradien d'un tubercle cònic o càudex basal, completament cobertes amb escates sobreposades de color blanc platejat (estípules modificades, bràctees de fulles) que dissimulen completament les petites i carnoses fulles verdes que hi ha a sota.
El tubercle (càudex) és espessit, suculent, molt curt, molt dividit, amb corona petita, sota terra.
Les tiges són simples, cilíndriques o globulars d'1 a 5 cm de llargada i de 6 a 8 mm de diàmetre, amb els extrems roms, blancs, coberts d'escates, creixent a terra, sovint corbats, rarament ramificats formant un arbust en miniatura.
Les arrels són fines, fibroses.
Les fulles, ocultes completament per les estípules, molt reduïdes a un cos semi globós llis més ample que llarg, disposades en espiral, cadascuna recoberta i sobreeixida per una estípula semblant a una escata. Estípules múltiples, imbricades (que agafen fermament la tija a la base i apicalment), escarioses, blanques com la neu, com de paper, semitransparents, lingüiformes a àmpliament ovades, arrodonides a la part superior, força senceres, arrugades transversalment, barbades llanoses a la base, de 5 a 10 vegades més llargues que les fulles gruixudes, de 6 a 8 mm de llarg i 2 a 3 mm d'ample. Hi ha pèls axil·lars petits.
Les flors són de color blanc cremós a blanc verdós, incloses a les estípules superiors a les puntes de la branca, sèssils, solitàries, molt més curtes que l'involucre, que s'obren durant només 1 a 3 hores a ple sol a la tarda, en cas contrari, són clistogàmiques (que no s'obren), majoritàriament auto-compatibles, el que significa que es fertilitzen amb el seu propi pol·len. Això es produeix abans que s'obri la flor o poc després que es tanqui. Peduncle llis, d'aproximadament 1 mm de llarg. 2 sèpals, subsistents. 5 pètals, lliures, de color blanc cremós, arrodonits, de 4 mm de llarg, superant el calze. Estams de 16 a 20. Anteres grogues.

## Distribució
Planta endèmica de Sud-àfrica, es troba al Petit Karoo i al Gran Karoo (Cap Oriental). La subespècie namaensis es troba al Richtersveld, al sud de Namíbia i a Bushmanland.
Creix a ple sol entre roques de quars. Les singulars escates blanques reflecteixen gran part de la llum i actuen com a ombra del sol sobre les petites fulles de sota. Les plantes són molt críptiques i estan ben camuflades. S'assemblen als còdols quarsítics entre els quals es troben al Karoo. Aquestes plantes s'han comparat fantasiosament amb el corall o excrements d'ocells i s'han considerat com a “plantes de mimetisme”, ja que durant molt de temps s'escapaven dels ulls fins i tot dels treballadors de camp més atents. La tendència poblacional és estable.

## Taxonomia
Tot i que la primera publicació sobre aquesta espècie correspon al botànic alemany Ernst Heinrich Friedrich Meyer (1791-1858), la primera descripció vàlida fou feta l'any 1840 a la publicació Annalen des Wiener Museums der Naturgeschichte pel botànic austríac Eduard Fenzl (1808-1879).
Aquesta espècie fou coneguda amb aquest nom fins al 1994, any en què el botànic anglès Gordon Douglas Rowley (1921-2019) va crear el gènere Avonia i la hi va incloure (Avonia herreana). A partir de l'any 2010 va tornar al gènere Anacampseros i va passar a la família de les anacampserotàcies com a conseqüència de les investigacions de Reto Nyffeler i Urs Eggli publicades a la revista Taxon.

### Subespècies
Dins d'aquesta espècie es reconeixen les següents subespècies:
- Anacampseros papyracea subsp. namaensis Gerbaulet
- Anacampseros papyracea subsp. papyracea
- Anacampseros papyracea subsp. perplexa (G.Will.) Dreher

### Sinònims
A continuació s'enumeren els noms científics que són sinònims d'Anacampseros papyracea i de les seves subespècies:
- Sinònims homotípics d'Anacampseros papyracea:[1]

- Avonia papyracea (E.Mey. ex Fenzl) G.D.Rowl

- Sinònims homotípics de la subespècie Anacampseros papyracea subsp. namaensis[6]

- Avonia papyracea subsp. namaensis (Gerbaulet) G.D.Rowley